# Liste des espèces végétales protégées en Nord-Pas-de-Calais
La liste des espèces végétales protégées en Nord-Pas-de-Calais est une liste officielle définie par le gouvernement français, recensant les espèces végétales qui sont protégées sur le territoire de la région Nord-Pas-de-Calais, en complément de celles qui sont déjà protégées sur le territoire métropolitain. Elle a été publiée dans un arrêté du 1er avril 1991.

## Ptéridophytes
- Botrychium lunaria  (L.) Swartz, Botryche lunaire.
- Equisetum sylvaticum  L., Prêle des bois.
- Lycopodium clavatum  L., Lycopode en massue.
- Osmunda regalis  L., Osmonde royale.
- Thelypteris palustris  Schott, Thélyptéris des marais.

## Phanérogames

### Gymnospermes
- Juniperus communis  L., Genévrier commun.

### Angiospermes

#### Monocotylédones

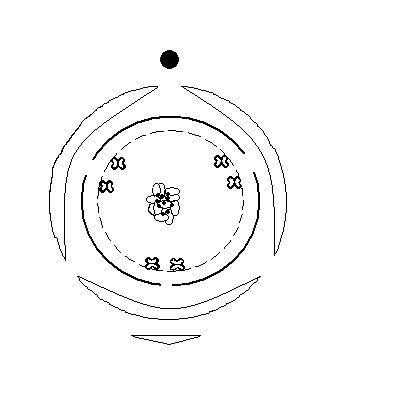
Diagramme floral de Baldellia ranunculoides

- Alisma lanceolatum With, Plantain d'eau à feuilles lancéolées.
- Alopecurus aequalis Sobol., Vulpin roux.
- Alopecurus rendlei Eig., Vulpin utriculé.
- Baldellia ranunculoides (L.) Parl., Flûteau fausse-renoncule.
- Butomus umbellatus L., Jonc fleuri.
- Carex binervis Smith, Laîche à deux nervures.
- Carex distans L., Laîche à épis distants.
- Carex elongata L., Laîche allongée.
- Carex extensa Good., Laîche étirée.
- Carex lepidocarpa Tausch, Laîche écailleuse.
- Carex trinervis Degl., Laîche à trois nervures.
- Carex vulpina L., Laîche des renards.
- Catabrosa aquatica (L.) Beauv., Catabrose aquatique.
- Catapodium tenellum (L.) Trabut, Catapode des graviers.
- Cephalanthera damasonium (Mill.) Druce, Céphalanthère à grandes fleurs.
- Cladium mariscus (L.) Pohl, Marisque.
- Coeloglossum viride (L.) Hartman, Coeloglosse vert.

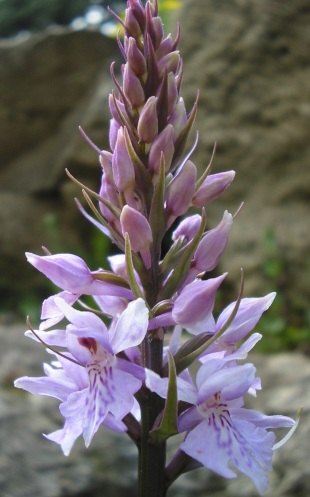
Orchis de Fuchs (Dactylorhiza fuchsii)

- Colchicum autumnale L., Colchique d'automne.
- Cyperus fuscus L., Souchet brun.
- Dactylorhiza fuchsii (Druce) Soo, Orchis de Fuchs.
- Dactylorhiza incarnata (L.) Soo, Orchis incarnat.
- Dactylorhiza praetermissa (Druce) Soo, Orchis négligé.
- Eleocharis acicularis (L.) Roem. et Schult., Scirpe épingle.
- Eleocharis quinqueflora (F.X. Hartm.) O. Schwartz, Scirpe pauciflore.
- Epipactis palustris (L.) Crantz, Epipactis des marais.
- Eriophorum angustifolium Honck, Linaigrette à feuilles étroites.
- Helictotrichon pratense (L.) Pilg., synonyme d’Avenula pratensis (L.) Dum., Avoine des prés.
- Herminium monorchis (L.) R. Brown, Orchis musc.
- Juncus bulbosus L., Jonc couché.
- Juncus obtusiflorus Ehrh. ex Hoffmann, Jonc à tépales obtus.
- Juncus squarrosus L., Jonc raide.
- Luzula sylvatica (Huds.) Gaudin, Luzule des bois, grande luzule.
- Maianthemum bifolium (L.) Schmidt, Maianthème à deux feuilles.
- Nardus stricta L., Nard raide.
- Ophrys apifera Huds., Ophrys abeille.
- Ophrys insectifera L., Ophrys mouche.
- Ophrys sphegodes Mill., Ophrys araignée.
- Orchis anthropophora L., Acéras homme pendu (inscrit dans la liste officielle sous le nom scientifique synonyme de Aceras anthropophorum (L.) Ait.f.).
- Orchis mascula (L.) L., Orchis mâle.
- Orchis morio L., Orchis bouffon.
- Orchis palustris Jacq., Orchis des marais.

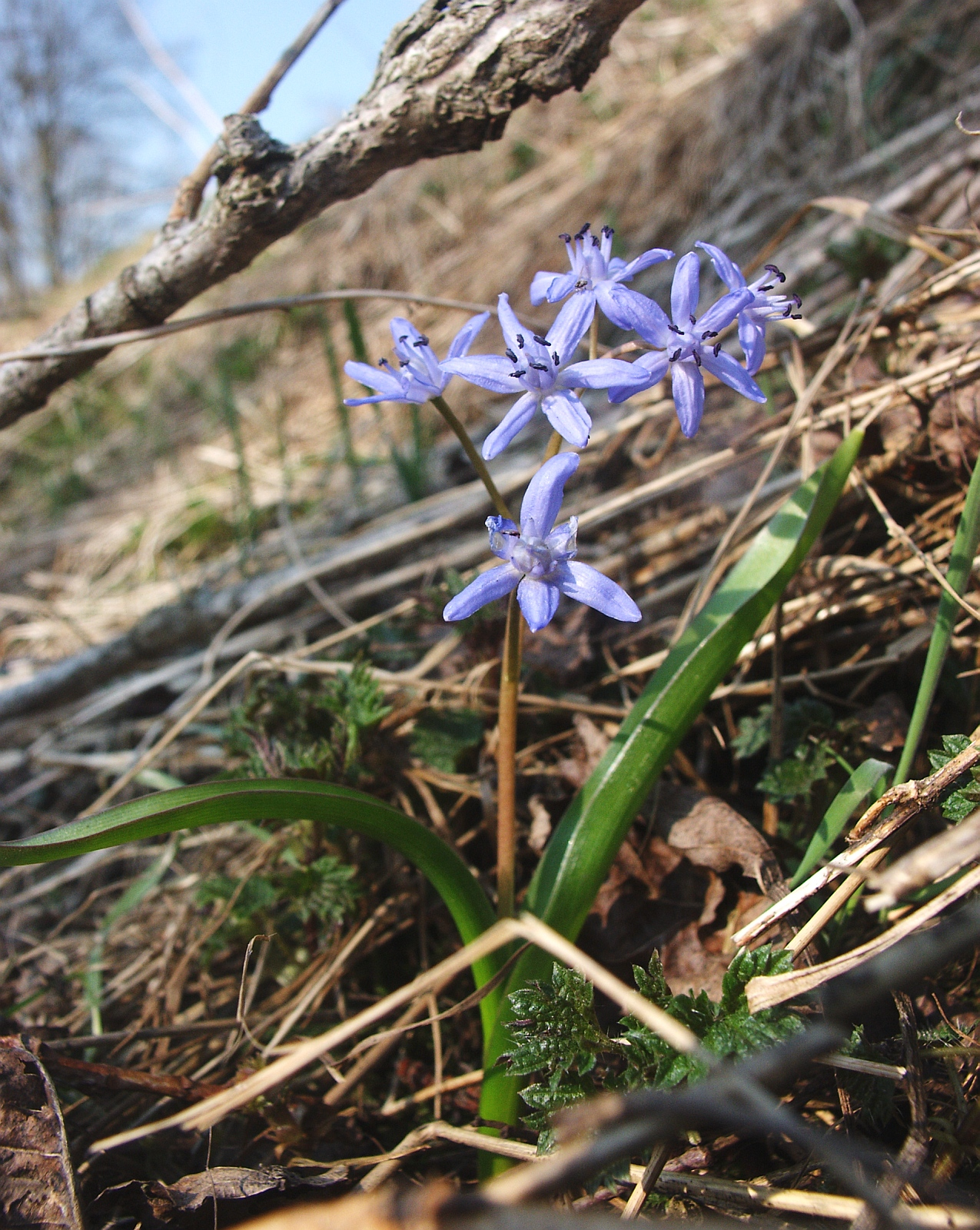
Scille à deux feuilles (Scilla bifolia)

- Ornithogalum pyrenaicum L., Asperge des bois.
- Poa chaixii Vill., Paturin de Chaix.
- Potamogeton coloratus Hornem, Potamot des tourbières alcalines.
- Potamogeton friesii Rupr., Potamot à feuilles mucronées.
- Potamogeton perfoliatus L., Potamot à feuilles perfoliées.
- Potamogeton polygonifolius Pourr., Potamot à feuilles de renouée.
- Puccinellia fasciculata (Torr.) Bicknell, Atropis fasciculé.
- Schoenus nigricans L., Choin noirâtre.
- Scilla bifolia L., Scille à deux feuilles.
- Scirpus fluitans L., Scirpe flottant.
- Scirpus sylvaticus L., Scirpe des bois.
- Sieglingia decumbens (L.) Berhn., Sieglingie retombante.
- Sparganium minimum Wallr., Rubanier nain.
- Spiranthes spiralis (L.) Chevall., Spiranthe d'automne.
- Stratiotes aloides L., Faux-aloès.
- Triglochin palustre L., Troscart des marais.

#### Dicotylédones

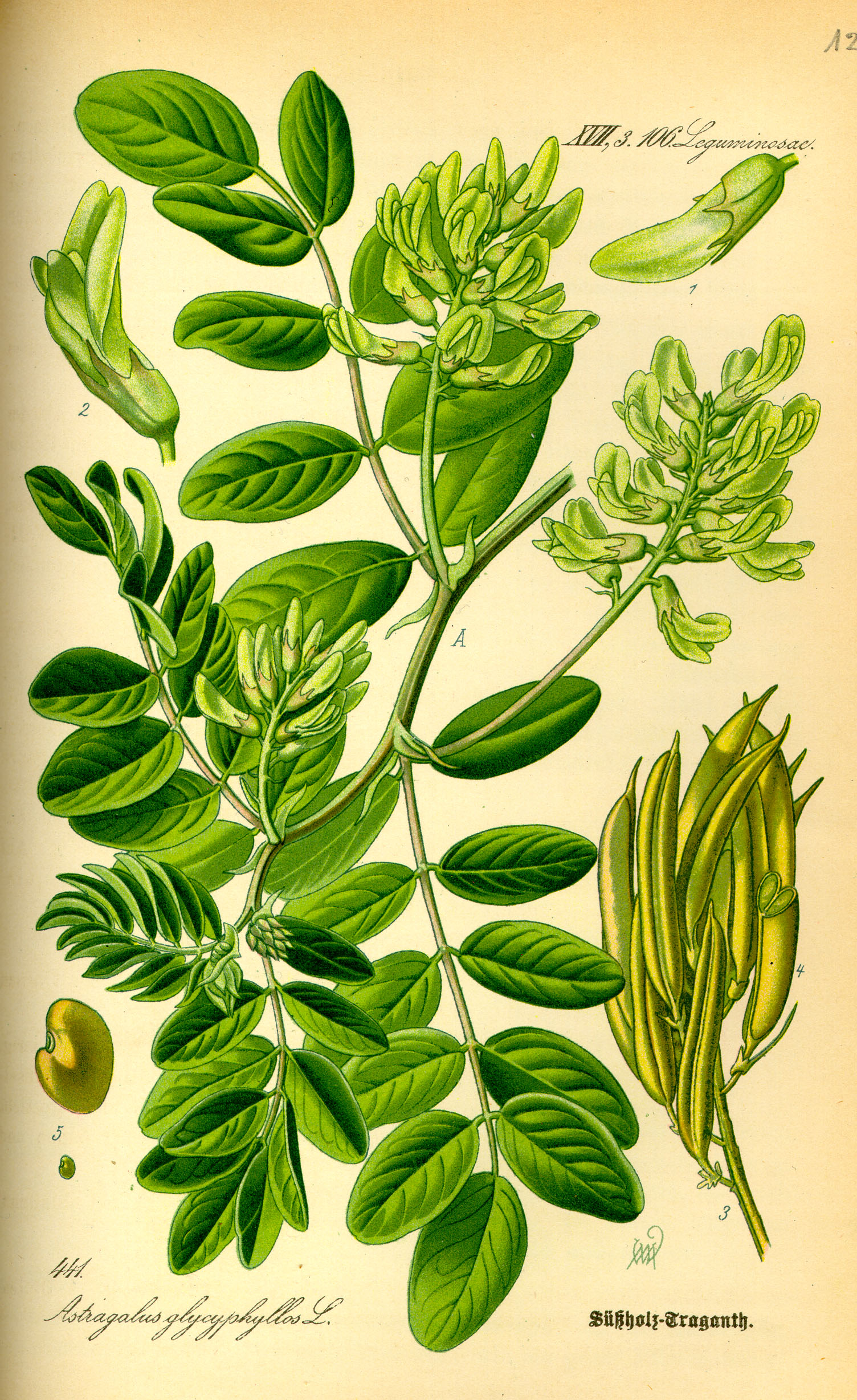
Réglisse sauvage (Astragalus glycyphyllos)

- Achillea ptarmica L., Achillée sternutatoire.
- Althaea officinalis L., Guimauve officinale.
- Anagallis tenella (L.) L., Mouron délicat.
- Angelica archangelica L., Angélique vraie.
- Apium graveolens L., Céleri.
- Apium inundatum (L.) Reichenb., Ache inondée.
- Aquilegia vulgaris L., Ancolie vulgaire.
- Astragalus glycyphyllos L., Réglisse sauvage.
- Armeria maritima (Mill.) Willd. ssp. halleri (Wallr.) Rothm., Gazon d'Olympe, sous-espèce de Haller.
- Armeria maritima (Mill.) Willd. ssp. maritima, Gazon d'Olympe maritime.
- Brassica oleracea L. var. sylvestris L., Chou sauvage.
- Bupleurum falcatum L., Buplèvre en faux.
- Callitriche hamulata Kütz. ex-Koch, Callitriche à crochets.
- Callitriche truncata Guss. ssp. occidentalis (Rouy) Schotsman, Callitriche tronqué.
- Ceratophyllum submersum L., Cératophylle submergé.
- Chenopodium chenopodioides (L.) Aell., Chénopode à feuilles grasses.
- Chrysosplenium alternifolium L., Dorine à feuilles alternes.
- Cicuta virosa L., Ciguë vireuse.
- Cochlearia officinalis L.,Cochléaire officinale.
- Comarum palustre, anciennement Potentilla palustris (L.) Scop., Comaret.
- Cornus mas L., Cornouiller mâle.
- Dianthus armeria L., Œillet velu.
- Elatine hexandra (Lapierre) DC., Élatine à six étamines.
- Erica cinerea L., Bruyère cendrée.
- Erica tetralix L., Bruyère quaternée.
- Eryngium campestre L., Chardon Roland.
- Eryngium maritimum L., Panicaut des dunes.
- Euphorbia dulcis L., Euphorbe douce.
- Dentaria bulbifera L., Dentaire à bulbille.
- Genista anglica L., Genêt d'Angleterre.
- Genista tinctoria L., Genêt des teinturiers.
- Gentianella germanica (Willd.) E.F. Warb., Gentiane d'Allemagne.
- Gnaphalium luteo-album L.,Gnaphale jaunâtre.
- Helianthemum nummularium ssp. obscurum (Celak.) Holubp, Hélianthème nummulaire.
- Helleborus occidentalis Reut., Hellébore vert.

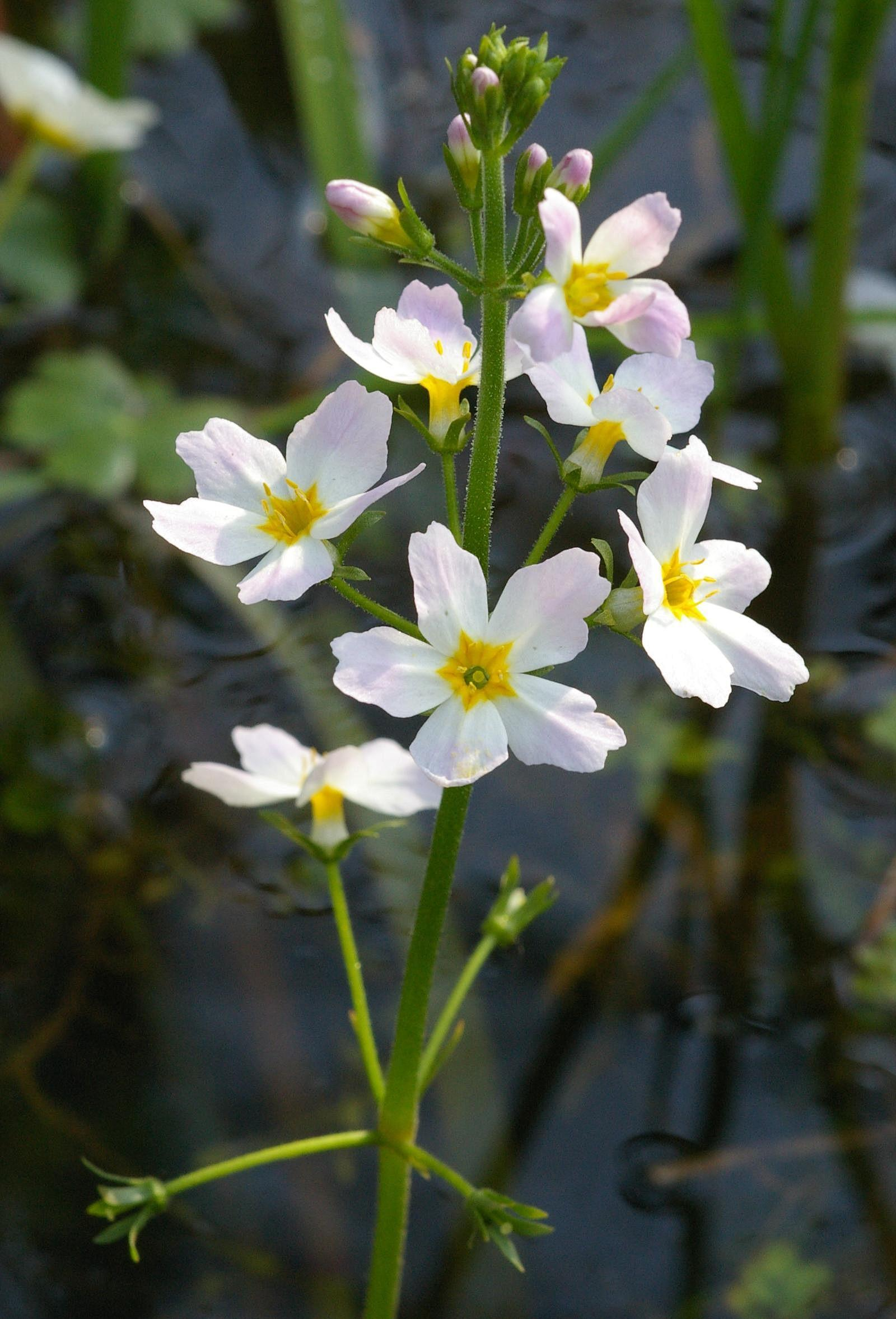
Hottonie des marais (Hottonia palustris)

- Hippuris vulgaris L., Pesse d'eau.
- Hottonia palustris L., Hottonie des marais.
- Jasione montana L., Jasione des montagnes.
- Lathyrus palustris L., Gesse des marais.
- Lathyrus sylvestris L., Gesse des bois.
- Limosella aquatica L., Limoselle.
- Linaria supina (L.) Chazelles, Linaire couchée.
- Littorella uniflora (L.) Aschers., Littorelle.
- Menyanthes trifoliata L., Trèfle d'eau.
- Moenchia erecta (L.) Gaertn., Moenchie.
- Myosotis sylvatica Ehrh., Myosotis des forêts.
- Myriophyllum verticillatum L., Myriophylle verticillé.
- Oenanthe aquatica (L.) Poiret, Œnanthe phellandre.
- Oenanthe crocata L., Œnanthe safranée.
- Oenanthe fluviatilis (Bab.) Coleman, Œnanthe des rivières.
- Orobanche purpurea Jacq., Orobanche pourprée.
- Parnassia palustris L., Parnassie des marais.
- Pedicularis palustris L., Pédiculaire des marais.
- Pedicularis sylvatica L., Pédiculaire des bois.
- Peucedanum palustre (L.) Moench, Peucédan des marais.
- Polygala calcarea F.W. Schultz, Polygala du calcaire.
- Polygonum bistorta L., Bistorte.
- Potentilla neumanniana Reichenb., Potentille printanière.
- Primula vulgaris Huds., Primevère acaule.
- Prunus mahaleb L., Bois-de-Sainte-Lucie.
- Ranunculus hederaceus L., Renoncule à feuilles de lierre.
- Ranunculus peltatus Schrank, Renoncule peltée.
- Ranunculus penicillatus (Dum.) Bab., Renoncule à pinceau.
- Rosa pimpinellifolia L., Rosier pimprenelle.
- Rosa tomentosa Smith, Rosier tomenteux.
- Rumex scutatus L., Oseille ronde.
- Sagina nodosa (L.) Fenzl., Sagine noueuse.

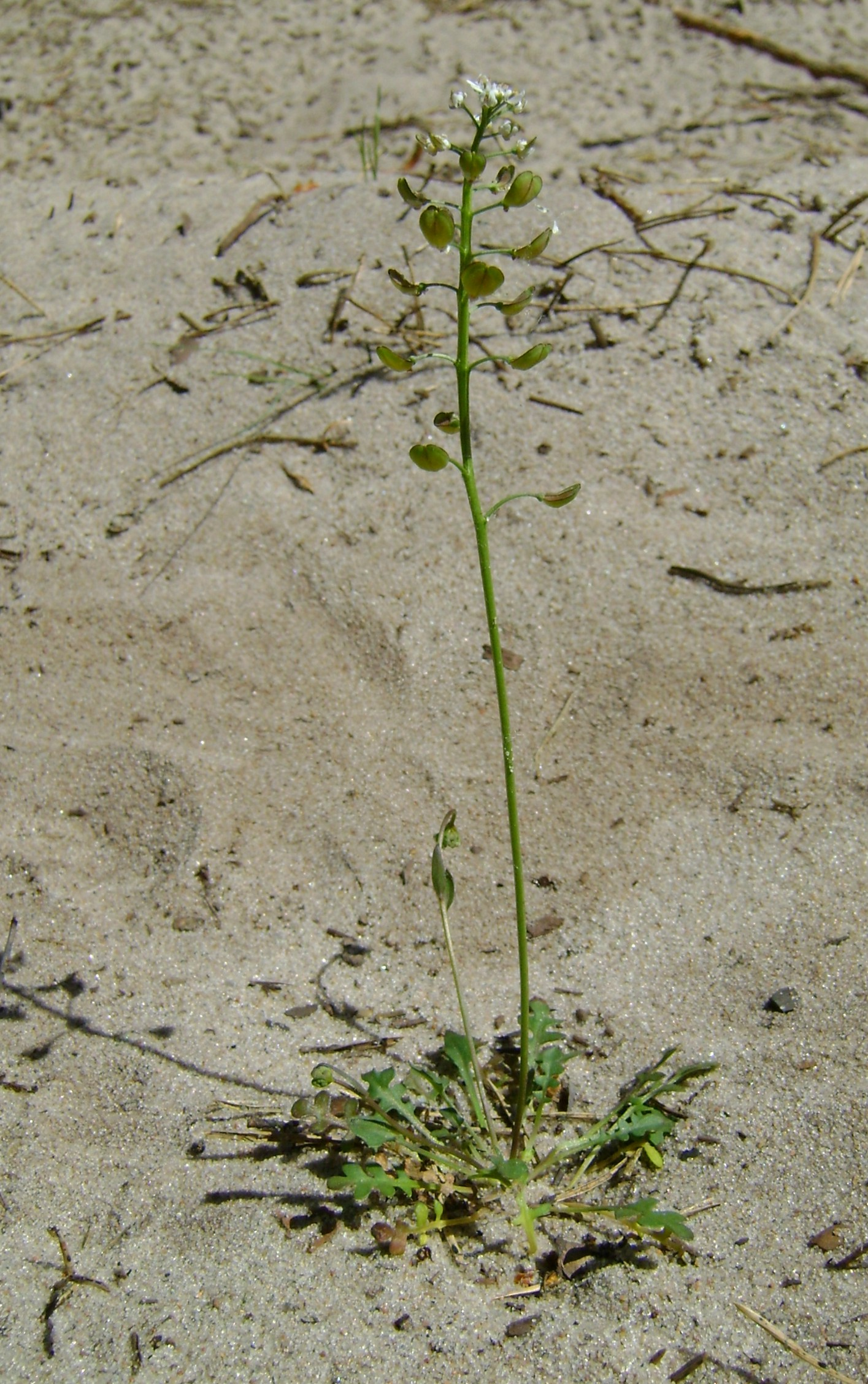
Téesdalie (Teesdalia nudicaulis)

- Salicornia europaea L., Salicorne d'Europe.
- Saxifraga granulata L., Saxifrage granulé.
- Scorzonera humilis L., Scorsonère des prés.
- Scutellaria minor Huds., Scutellaire naine.
- Senecio helenitis (L.) Schinz. et Thell., Séneçon à feuilles spatulées.
- Silaum silaus (L.) Schinz. et Thell., Silaüs des prés.
- Silene maritima With., Silène maritime.
- Sium latifolium L., Grande berle.
- Stellaria nemorum L., Stellaire des bois.
- Stellaria palustris Retz., Stellaire glauque.
- Teesdalia nudicaulis (L.) R. Br., Téesdalie.
- Tetragonolobus maritimus (L.) Roth, Lotier à gousse carrée.
- Teucrium scordium L., Germandrée des marais.
- Thalictrum flavum L., Pigamon jaune.
- Thalictrum minus L. ssp. dunense (Dum.) Rouy et Fouc., Pigamon des dunes.
- Trifolium medium L., Trèfle intermédiaire.
- Utricularia australis R. Brown, Utriculaire citrine.
- Utricularia vulgaris L., Utriculaire commune.
- Vaccinium myrtillus L., Myrtille.
- Valeriana dioica L., Valériane dioïque.
- Veronica scutellata L., Véronique à écus.
- Veronica teucrium L., Véronique germandrée.
- Viola canina L., Violette des chiens.
- Viola palustris L., Violette des marais.